# مدل اتصال متقابل سامانه‌های باز

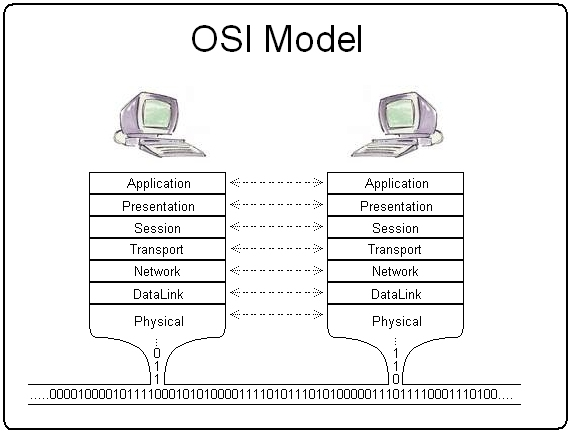
مدل مرجع OSI - هر لایه به گونهٔ برآهنجیده (تجریدی و جدایِ از لایه‌های زیرین و بَرین) انگاشته می‌شود و لذا تنها با لایهٔ همتای خود در سوی روبرو هم‌سخن (از طریق پروتکل‌ها) می‌شود. ارتباط میان‌لایه‌ای تنها درون‌ماشینی رخ می‌دهد بدین شکل که هر لایه به لایهٔ بعدی در همان ماشین سرویس می‌دهد.

مدل اتصال سامانه‌های باز (OSI) (به انگلیسی: Open Systems Interconnection (OSI) model) که گاه «مدل هفت لایهٔ OSI» نیز خوانده می‌شود، توصیفی مفهومی و مجرد از لایه‌هایی است که دو یا چند سیستم مخابراتی یا شبکه کامپیوتری از طریق آن به یکدیگر متصل می‌شوند. مدل OSI سعی بر توضیح چگونگی ارتباط دو سیستم انتقال اطلاعات بر پایه انواع رسانه‌ها در یک شبکه کامپیوتری را دارد. مدل OSI یک معماری شبکه نیست، چون هیچ سرویس یا پروتکلی در آن تعریف نمی‌شود. بلکه یکی از مدل‌های استاندارد و پذیرفته شده‌است که برای طراحی یا توصیف شبکه‌های مخابراتی به کار می‌رود.

## لایه‌های مدل OSI
این مدل دارای هفت لایه‌است. در این مدل بالاترین لایه، لایه ۷ و پایین‌ترین لایه، لایه ۱ است.
- لایه ۱: لایه فیزیکی اولین لایه
- لایه ۲: لایه پیوند داده
- لایه ۳: لایه شبکه
- لایه ۴: لایه انتقال
- لایه ۵: لایه نشست
- لایه ۶: لایه نمایش
- لایه ۷: لایه کاربرد

| OSI Model    | OSI Model | OSI Model         | OSI Model                                 | OSI Model |
|              | Data unit | لایه              | Function                                  |           |
| ------------ | --------- | ----------------- | ----------------------------------------- | --------- |
| Host layers  | Data      | ۷. لایه کاربرد    | Network process to application            |           |
| Host layers  | Data      | ۶. لایه نمایش     | Data representation and encryption        |           |
| Host layers  | Data      | ۵. لایه نشست      | Interhost communication                   |           |
| Host layers  | Segment   | ۴. لایه حمل       | End-to-end connections and reliability    |           |
| Media layers | Packet    | ۳. لایه شبکه      | Path determination and logical addressing |           |
| Media layers | Frame     | ۲. لایه پیوندداده | Physical addressing                       |           |
| Media layers | Bit       | ۱. لایه فیزیکی    | Media, signal and binary transmission     |           |

| Layer | Layer        | OSI protocols                                                                              | TCP/IP protocols                                    | Signaling System 7     | AppleTalk                   | IPX                                    | SNA    | UMTS                | Miscellaneous examples |
| No.   | Name         | OSI protocols                                                                              | TCP/IP protocols                                    | Signaling System 7     | AppleTalk                   | IPX                                    | SNA    | UMTS                | Miscellaneous examples |
| ----- | ------------ | ------------------------------------------------------------------------------------------ | --------------------------------------------------- | ---------------------- | --------------------------- | -------------------------------------- | ------ | ------------------- | --- |
| ۷     | Application  | FTAM X.400 X.500 DAP ROSE RTSE ACSE [ ۲ ] CMIP [ ۳ ]                                       | HTTP HTTPS                                          | INAP MAP TCAP ISUP TUP | AFP ZIP RTMP NBP            | SAP                                    | APPC   |                     | HL7 Modbus WebSocket |
| ۶     | Presentation | ISO/IEC 8823 X.226 ISO/IEC 9576-1 X.236                                                    | MIME SSL TLS XDR                                    |                        | AFP                         |                                        |        |                     | TDI ASCII EBCDIC MIDI MPEG |
| ۵     | Session      | ISO/IEC 8327 X.225 ISO/IEC 9548-1 X.235                                                    | Sockets (session establishment in TCP / RTP / PPTP) |                        | ASP ADSP PAP                | NWLink                                 | DLC ?  |                     | Named pipes NetBIOS SAP RPC SOCKS |
| ۴     | Transport    | ISO/IEC 8073 TP0 TP1 TP2 TP3 TP4 (X.224) ISO/IEC 8602 X.234                                | TCP UDP SCTP DCCP                                   |                        | DDP                         | SPX                                    |        |                     | NBF |
| ۳     | Network      | ISO/IEC 8208 X.25 ( PLP ) ISO/IEC 8878 X.223 ISO/IEC 8473-1 CLNP X.233 ISO/IEC 10589 IS-IS | IP IPsec ICMP IGMP OSPF RIP                         | SCCP MTP               | ATP (TokenTalk / EtherTalk) | IPX                                    |        | RRC / BMC           | NBF Q.931 |
| ۲     | Data link    | ISO/IEC 7666 X.25 ( LAPB ) Token Bus X.222 ISO/IEC 8802-2 LLC (type 1 / 2) [ ۴ ]           | PPP SBTV SLIP                                       | MTP Q.710              | LocalTalk ARA PPP           | IEEE 802.3 framing Ethernet II framing | SDLC   | PDCP [ ۵ ] LLC MAC  | ARP NDP (Neighbor Discovery Protocol) ARQ ATM Bit stuffing CDP DOCSIS FDDI FDP Fibre Channel Frame Relay HDP HDLC IEEE 802.3 (Ethernet) MAC IEEE 802.11 (Wi-Fi) MAC IEEE 802.1Q (VLAN) ISL ITU-T G.hn DLL Linux interface bonding PPP Q.921 Token Ring NDP (Nortel Discovery Protocol) IS-IS |
| ۱     | Physical     | X.25 ( X.21bis EIA/TIA-232 EIA/TIA-449 EIA-530 G.703 ) [ ۴ ]                               |                                                     | MTP Q.710              | RS-232 RS-422 PhoneNet      |                                        | Twinax | UMTS air interfaces | RS-232 RJ45 (8P8C) V.35 V.34 I.430 I.431 T1 E1 802.3 PHY (10BASE-T 100BASE-TX 1000BASE-T) POTS SONET SDH DSL 802.11 PHY ITU-T G.hn PHY DOCSIS DWDM OTN |

منبع جدول بالا:OSI model

### لایه فیزیکی
لایه فیزیکی در مدل مرجع OSI به ویژگی‌های سخت‌افزاری کارت شبکه اشاره می‌کند. لایه فیزیکی به مواردی از قبیل زمانبندی و ولتاژ برقی که قرار است در رسانه منتقل شود اشاره می‌کند. این لایه تعیین می‌کند که به چه شکل و از چه طریق و با چه رسانه‌ای قرار است اطلاعات خود را انتقال دهیم، برای مثال رسانه ما سیمی است یا تجهیزات بی‌سیم؟ در واقع لایه فیزیکی تعیین می‌کند که اطلاعات چگونه دریافت و ارسال شوند. عملیات Coding نیز که به معنای تعیین کردن صفر و یک در رسانه است در این لایه انجام می‌شود.

### لایه پیوند داده
لایه پیوند به خودی خود به دو زیر لایه به نام‌های 'MAC که مخفف Media Access Control و LLC که مخفف Logical Link Control هست تقسیم می‌شود. زیر لایه MAC همانطوری‌که از نامش پیداست شناسه سخت‌افزاری کامپیوتر که در واقع همان آدرس MAC کارت شبکه است را به شبکه معرفی می‌کند. آدرس MAC آدرس سخت‌افزاری است که در هنگام ساخت کارت شبکه از طرف شرکت سازنده بر روی کارت شبکه قرار داده می‌شود و در حقیقت Hard Code می‌شود. این در حقیقت مهم‌ترین فاکتوری است در آدرس دهی که کامپیوتری از طریق آن بسته‌های اطلاعاتی را دریافت و ارسال می‌کند. زیر لایه LLC وظیفه کنترل Frame Synchronization یا یکپارچه‌سازی فریم‌ها و همچنین خطایابی در لایه دوم را بر عهده دارد.

### لایه شبکه
وظیفه لایه شبکه این است که چگونگی رسیدن داده‌ها به مقصد را تعیین کند. این لایه وظایفی از قبیل آدرس دهی، مسیریابی و پروتکل‌های منطقی را عهده‌دار است. لایه شبکه مسیرهای منطقی یا Logical Path بین مبدأ و مقصد ایجاد می‌کند که به اصطلاح مدارهای مجازی یا Virtual Circuits نامگذاری می‌شوند، این مدارها باعث می‌شوند که هر بسته اطلاعاتی بتواند راهی برای رسیدن به مقصدش پیدا کند. لایه شبکه همچنین وظیفه مدیریت خطا در لایه خود، ترتیب دهی بسته‌های اطلاعاتی و کنترل ازدحام را نیز بر عهده دارد. ترتیب بسته‌های اطلاعاتی بسیار مهم است زیرا هر پروتکلی برای خود یک حداکثر اندازه بسته اطلاعاتی تعریف کرده‌است. برخی اوقات پیش می‌آید که بسته‌های اطلاعاتی از این حجم تعریف شده بیشتر می‌شوند و به ناچار این‌گونه بسته‌های به بسته‌های کوچکتری تقسیم می‌شوند و برای هر کدام از این بسته‌های اطلاعاتی یک نوبت یا Sequence داده می‌شود که معلوم شود کدام بسته اول است و کدام بسته دوم و … به این عدد به اصطلاح Sequence Number هم گفته می‌شود.
وقتی بسته‌های اطلاعاتی در مقصد دریافت شدند، در لایه شبکه این Sequence Numberها چک می‌شود و به وسیله همین Sequence Number است که اطلاعات به حالت اولیه بازمی‌گردند و تبدیل به اطلاعات اولیه می‌شوند. در صورتی‌که یکی از این بسته‌های به درستی دریافت نشود در همان لایه شبکه از طریق چک کردن این عدد مشخص می‌شود که کدام بسته اطلاعاتی دریافت نشده‌است و طبیعتاً مجدداً در خواست داده می‌شود.

### لایه انتقال
لایه انتقال وظیفه نگهداری و کنترل ریزش اطلاعات یا Flow Control را بر عهده دارد. اگر به خاطر داشته باشید سیستم عامل به شما این اجازه را می‌دهد که هم‌زمان از چندین نرم‌افزار استفاده کنید. خوب همین کار در شبکه نیز ممکن است رخ بدهد، چندین نرم‌افزار بر روی سیستم عامل تصمیم می‌گیرند که به صورت هم‌زمان بر روی شبکه اطلاعات خود را منتقل کنند. لایه انتقال اطلاعات مربوط به هر نرم‌افزار در سیستم عامل را دریافت و آن‌ها را در قالب یک رشته تکی درمی‌آورد. همچنین این لایه وظیفه کنترل خطا و همچنین تصحیح خطا در هنگام ارسال اطلاعات بر روی شبکه را نیز بر عهده دارد. به صورت خلاصه وظیفه لایه انتقال این است که از رسیدن درست اطلاعات از مبدأ به مقصد اطمینان حاصل کند، انواع پروتکل‌های اتصال گرا یا Connection Oriented و غیر اتصال گرا Connection Less در این لایه فعالیت می‌کنند.

### لایه جلسه
وقتی داده‌ها به شکلی قابل درک برای ارسال توسط شبکه درآمدند، ماشین ارسال‌کننده بایستی یک Session با ماشین مقصد ایجاد کند. منظور از Session دقیقاً شبیه ارتباطی است که از طریق تلفن انجام می‌شود، شما برای ارسال اطلاعات از طریق تلفن حتماً بایستی با شخص مورد نظرتان تماس برقرار کنید. اینجا زمانی است که لایه نشست وارد کار می‌شود، این لایه وظیفه ایجاد، مدیریت و نگهداری و در نهایت خاتمه یک Session را با کامپیوتر مقصد بر عهده دارد. نکته جالب در خصوص لایه نشست این است که بیشتر با لایه کاربرد مرتبط است تا لایه فیزیکی، شاید فکر کنید که بیشتر Sessionها بین سخت‌افزارها و از طریق لینک‌های شبکه ایجاد می‌شوند اما در اصل این نرم‌افزارهای کاربردی هستند که برای خود Session با نرم‌افزار مقصد ایجاد می‌کنند. اگر کاربری از تعدادی نرم‌افزار کاربردی استفاده می‌کند، هر کدام از این نرم افزاها به خودی خود می‌توانند یک Session با نرم‌افزار مقصد خود برقرار کنند که هر کدام از این Sessionها برای خود یک سری منابع منحصر به فرد دارد.

### لایه نمایش
فعالیت لایه نمایش یا Presentation تا حدی پیچیده‌است اما همه کارهایی که این لایه انجام می‌دهد را می‌توان در یک جمله خلاصه کرد، لایه نمایش اطلاعات را از لایه کاربرد دریافت می‌کند و در قالبی درمی‌آورد که برای لایه‌های پایینتر قابل درک باشد. همچنین برعکس این عمل را نیز انجام می‌دهد یعنی زمانی که اطلاعاتی از لایه نشست یا Session به این لایه وارد می‌شود، این اطلاعات را به گونه‌ای تبدیل می‌کند که لایه کاربرد بتواند آن‌ها را درک کرده و متوجه شود. دلیل اهمیت این لایه این است که نرم‌افزارها اطلاعات را به شیوه‌ها و اشکال مختلفی نسبت به یکدیگر بر روی شبکه ارسال می‌کنند. برای اینکه ارتباطات در سطح شبکه‌ها بتوانند برقرار شوند و به درستی برقرار شوند شما بایستی اطلاعات را به گونه‌ای ساختار دهی کنید که برای همه انواع شبکه‌ها استاندارد و قابل فهم باشد. به‌طور خلاصه وظیفه اصلی این لایه قالب بندی اطلاعات یا Formatting اطلاعات است. معمولاً فعالیت‌هایی نظیر رمزنگاری و فشرده سازی از وظایف اصلی این لایه محسوب می‌شود.

### لایه کاربرد
بالاترین لایه در مدل مرجع OSI لایه کاربرد یا Application است. اولین نکته‌ای که در خصوص لایه کاربرد یا Application باید بدانید این است که به هیچ عنوان این لایه با نرم‌افزارهای کاربردی ارتباطی ندارد و صرفاً یک تشابه اسمی است. در عوض این لایه محیطی را ایجاد می‌کند که نرم‌افزارهای کاربردی بتوانند از طریق آن با شبکه ارتباط برقرار کنند. برای اینکه درک بهتری از لایه کاربرد داشته باشید فرض کنید که یک کاربر با استفاده از نرم‌افزار Internet Explorer قصد دارد از طریق پروتکل FTP یک فایل را در شبکه منتقل کند. در این مورد لایه کاربرد به وظیفه برقراری ارتباط با پروتکل FTP برای انتقال فایل را بر عهده دارد. این پروتکل به صورت مستقیم برای کاربران قابل دسترسی نیست، کاربر بایستی با استفاده از یک نرم‌افزار رابط مانند Internet Explorer برای برقراری ارتباط با پروتکل مورد نظر استفاده کند. به صورت خلاصه در تعریف کارایی این لایه می‌توان گفت که این لایه رابط بین کاربر و شبکه است و تنها قسمتی از این مدل هفت لایه‌ای است که کاربر تا حدی می‌تواند با آن ارتباط برقرار کند.